# Cartel de Santa (Cartel de Santa-album)
A Cartel de Santa a Cartel de Santa mexikói hiphop együttes  debütáló nagylemeze. Az album 2003-ban jelent meg.

## Az album dalai
1. Intro - 0:30
2. Todas Mueren Por Mi - 3:44
3. Asesinos de Asesinos - 3:42
4. Cannabis - 3:19
5. Jake Mate (ft. Sick Jacken) - 2:26
6. Rima 1 - 0:41
7. Burreros - 3:05
8. Perros - 3:38
9. Quinto Elemento - 3:22
10. Rima 2 - 0:40
11. NTN - 4:04
12. La Pelotona - 3:42
13. Rima 3 - 0:47
14. Super MC's (ft. Real Academia de la Rima) - 4:02
15. En Mi Ciudad - 3:29
16. Para Aqui O Para Llevar - 3:19
17. Chinga Los Racistas - 3:19
18. Rima 4 - 1:01
19. Factor Miedo - 3:25
20. Intenta Rimar - 4:35